# Осін Євген Вікторович
Євген Вікторович Осін (нар. 4 жовтня 1964, Москва, Російська РФСР, СРСР — пом. 17 листопада 2018, Москва, Росія) — радянський і російський співак, музикант, автор пісень. Відомий оригінальним жанром виконання, що поєднує так звану дворову романтичну музику з естрадними ритмами та рок-н-ролом. Один із колишніх вокалістів гурту «Браво». Найбільш відомі пісні у виконанні Євгена Осіна: «Добрый вечер, Москва!», «Плачет девочка в автомате», «Студентка-практикантка», «Восьмое марта», «Таня + Володя», «Качка», «Портрет работы Пабло Пикассо», «Попутчица», «Мальчишка», «Не верю», «Ялта» та інші.

## Біографія

### Родина
Євген Вікторович Осін народився 4 жовтня 1964 року в Москві.
Коли Євгену було 9 років, а його сестрі Альбіні — 4 роки, їхні батьки розлучилися. Батько — Віктор Григорович Осін (1939—2004), спочатку працював водієм тролейбуса, потім начальником автоколони та очолював осередок адвентистів сьомого дня в місті Череповці, куди переїхав після розлучення, одружившись з адвентисткою Адель Валентинівною.. Мати — Валентина Василівна (13 квітня 1939 — грудень 2016), після розлучення їй дали двокімнатну квартиру в Текстильниках.
Серед інших родичів дядько Євгена (був барабанщиком в ансамблі Леоніда Утьосова), тітка Віра, дві двоюрідні сестри — Людмила та Надія, племінник.

### Ранні роки
Музикою Євген захопився у 14-річному віці, грав на барабанах у шкільному ансамблі; потім він намагається вчитися у музичній школі, але кидає її, не доучившись.
Після незакінченої навчання на руках у Осіна було свідчення з інституту підвищення кваліфікації працівників культури, що давало право працювати керівником самодіяльного ансамблю рівня районного будинку культури.
1983 року у 19-річному віці, Євген став вегетаріанцем.
У 1986 році Осін створив власну групу «Нічний ковпак», яка потім перейменовується на «Кекс»; у цій групі він був вокалістом та грав на гітарі. Потім він грав у групах «Микола Коперник» (перкусія) та «Альянс» (ударні) під егідою Московської рок-лабораторії (працював там у 1986—1987 роках).
У 1988 році в Центрі Стаса Наміна Осін керував гуртом «Дід Мороз», де був вокалістом та шоуменом.

### «Браво» та «Авалон»
У 1988 році Осін став вокалістом та гітаристом відомої групи «Браво», яку незадовго до того покинула Жанна Агузарова. Він взяв участь у гастрольній діяльності «Браво», у тому числі фестивалі в данському місті Сканнерборг у серпні 1989 року, де учасники «Браво» познайомилися з групою Duran Duran. У цей період гурт зняв два кліпи на пісні, вперше виконані Осіним («Мне грустно и легко» та «Добрый вечер, Москва!»). Було також записано альбом «Скажем мы друг другу „Браво“!», який офіційно так і не вийшов, але мав ходіння в самвидаві, а через багато років потрапив до Інтернету. (Декілька пісень цього альбому з провідним вокалом Осіна увійшли до складу диску «Браво» «Песни разных лет»).)
Причини відходу Осина з «Браво», як правило, не коментувалися. Як одна з причин називався скандал, пов'язаний з тим, що «Браво» не виступало на черговому фестивалі, що проводиться редакцією рубрики «Звукова доріжка» газети «Московський комсомолець» через те, що на цей час вже були заплановані гастролі Прибалтикою. Осін звинуватив директора групи Андрія Агапова в гонитві за «довгим карбованцем» і відмовився від гонорару за тур, порізавши ножицями свою пачку купюр. Після цього він зі скандалом покинув колектив (разом із ним зі складу вийшов барабанщик Павло Кузін). На початку 1990 року новою вокалісткою гурту стала Ірина Єпіфанова . Пізніше, вже після смерті Осіна, Євген Хавтан розповів в інтерв'ю про те, що гурт розлучився зі співаком «через його проблеми» або навіть «через його проблеми з алкоголем».
Після виходу з «Браво» Осін створив свою групу «Авалон», у якій він грав на гітарі та співав і для якої сам складає музику та вірші. У репертуарі гурту було багато музики різних напрямків від джазової до «важкої». Осін записав з «Авалоном» альбом «Светлый путь огня» (виданий фірмою «Бекар Рекордз»), що залишився майже непоміченим.

### Сольна кар'єра
На початку 1990-х років Осін розпочав сольну кар'єру, обравши репертуар та стиль 1970-х років. У 1992 він випустив платівку «70-а широта». До її складу увійшли пісні, в яких дворова романтична музика перемішана з естрадними ритмами та естетикою рок-н-ролу 1960-х років. Всі інструменти в альбомі були живими, а більшість музикантів були жіночої статі. Альбом мав великий успіх, більше половини пісень із нього стали хітами.
Осин розповідав:

Я співав романтичних пісень непрофесійних авторів, які ніхто не хотів випускати. Усі мої композиції можна порівняти із домашніми піснями під гітару. Ці речі, які зачіпають, бо написані від душі. Зараз дуже багато продажних авторів, що пишуть на замовлення. Всі їхні твори ні про що, просто римовані фрази. Мої пісні, може, і не дуже грамотні, зате вони справжні
— .
Не всі пісні альбому були написані непрофесійними авторами: автором слів пісні «Плачет девушка в автомате», що стала головним хітом альбому, був Андрій Вознесенський, а композитором пісні «Портрет работы Пабло Пикассо» — польський піаніст і композитор Владислав Шпільман (пісня «Tych lat nie odda nikt» («Цих років ніхто не поверне»), написана на слова поета Казімєжа Вінклера, вперше була виконана польською співачкою Іреною Сантор, а в СРСР була переспівана ВІА «Веселі хлопці», аранжування яких Осін узяв за основу.
1994 року в ДЦКЗ «Росія» пройшов запис альбому «Євген Осін у „Росії“».

У 1996 році вийшов альбом «Работа над ошибками», причому в цьому альбомі Осін постав і як композитор, що успішно працює в традиціях музики 1960-х — 1970-х років. Головним хітом альбому стала пісня «Качка».
10 червня 1996 року на концерті в Ростові-на-Дону, що проходив у рамках передвиборчої кампанії, перед виступом Євгена Осіна та його групи на сцену вийшов ведучий концерту Леонід Ярмольник разом із президентом Росії Борисом Єльциним, який виголосив передвиборну промову, і трохи пізніше станцював. з танцюристами та музикантами під мелодію пісні «Ялта». Фотографія цієї події, зроблена фотографом агентства «Асошіейтед прес», отримала Пулітцерівську премію. Автор знаменитого знімку згодом розповів: «Мені сподобалося, що була якась відповідність Бориса Миколайовича та двох дівчат, які танцюють на сцені. Ліворуч був ще Осін, але я вирішив, що він ні до чого, і відрізав його».
Після «Работы над ошибками» Осін почав записувати новий альбом, але процес створення тривав довго (за весь цей час вийшла лише одна пісня «Таня плюс Володя»), і новий альбом «Птицы» був випущений лише у 1999 році. В альбомі відводилося мало місця колишній дворовій ліриці: композиції були енергійнішими, навіть танцювальними, і на відміну від попередніх альбомів з живими інструментами, цього записувалися комп'ютери.
У 1990-ті роки Осін активно гастролював Росією та іншими країнами, виконуючи пісні «наживо» (у складі групи з десяти осіб, вісім з яких перебували на сцені). Також він знімався у телевізійних передачах, випустив понад десять відеокліпів.
Наприкінці 1990-х — на початку 2000-х років Осін почав співпрацювати з молодими виконавцями (у тому числі репером N'Pans), знявся в багатьох кліпах, брав участь у колективних збірниках, таких як, наприклад, «Головні пісні про старе».
У 2000 році вийшов альбом «Золотая коллекция», а наступного року одразу два альбоми — «Бублик и батон» (що містить дитячі пісні) та «Всё те же девчонки» (велику частину пісень якого написав композитор Ільдар Хайруллін зі Стерлітамака). Обидва альбоми майже не мали успіху. Проте, Євгену вдалося яскраво виступити з піснею «Три Гитары» (муз. і сл. І. Хайруллін) на «Різдвяних вечорах» Алли Пугачової, 2001 року.
2003 року вийшли дві збірки Осіна — «Любовное настроение» та «Звёздная серия». У 2005 році Осін озвучив спів Льва Малиновського (актор Валерій Гаркалін) у фільмі «Попса». У 2009 році вийшов другий альбом дитячих пісень «Бублик, батон и рогалик». До нього увійшли також пісні у виконанні інших артистів, а композицію «Алфавит» виконала донька Євгенія Агнія.
Останнім альбомом співака стала «Разлука», що вийшов у 2016 році. Як зазначив у своїй рецензії Олексій Мажаєв, «Розлука» «виглядає як альбом, записаний і випущений відразу після „70-ї широти“ та „Роботи над помилками“ (1996)», але при цьому «Євген зберіг силу та свіжість голосу та деяку інфантильність інтонацій — і виконує всі ці пісні так, як вони повинні звучати».

## Проблеми зі здоров'ям та смерть
Страждав на алкогольну залежність, з якою боровся до останніх днів життя.
У грудні 2015 року Євген Осін заявив, що скоро помре, також стало відомо, що у нього хвора підшлункова залоза, йому було протипоказано смажене, жирне та гостре. У серпні 2016 року у нього виявили цироз печінки .
У липні 2017 року Євген Осін повідомив ЗМІ, що через проблеми з хребтом у нього відмовили ноги і що у сім'ї немає грошей на лікування . Однак, ця інформація не підтвердилася. 15 серпня 2017 року Євген Осін пішов з дому у невідомому напрямку. Через три дні сестра співака звернулася до поліції із заявою про зникнення артиста. 18 серпня стало відомо, що він знаходиться в центрі лікування алкогольної залежності в Таїланді, куди був поміщений з ініціативи друзів.
22 травня 2018 року ЗМІ повідомили про те, що він потрапив у ДТП. Декількома днями раніше він їхав до ДІБДР на недавно придбаному мотоциклі, маючи намір поставити його на облік. Неподалік свого будинку він, не впоравшись з керуванням, на повороті впав з мотоцикла, який потім придавив йому ногу. Медики, що прибули, надали першу допомогу і діагностували перелом пальця ноги, але від транспортування в лікарню для накладання та фіксації лонгети Євген Осін відмовився і поїхав на мотоциклі, оскільки мав намір будь-що поставити транспортний засіб на облік цього дня. За свідченням очевидця, який викликав швидку, співак був абсолютно тверезий. 27 липня 2018 року ЗМІ повідомили про те, що він продає квартиру.
Євген Вікторович Осін помер 17 листопада 2018 року у своїй квартирі у Москві. За попередніми даними, смерть настала від зупинки серця. Похований 20 листопада на Троєкурівському цвинтарі. З ініціативи колишнього продюсера співака Валерія Жарова на похороні прозвучала пісня «Плачет девушка в автомате». Організацію похорону взяв на себе продюсер «Ласкового мая» Андрій Разін, який купив ділянку на цвинтарі неподалік того місця, де похований його син . Наприкінці квітня 2019 року на могилі сталося загоряння, за одними даними — з вини відвідувачів через залишені запалені свічки, що горять, за іншими — внаслідок вандалізму. Могила була майже відразу упорядкована.

## Особисте життя
Євген Осін був двічі одружений. Першою дружиною була бек-вокалістка його гурту Олена Куштаніна. Друга дружина — Наталія Черемісінова, працівниця банку. Пішла до Осіна від першого чоловіка — викладача іспанської мови. Одружилися 2000 року. 31 січня 2002 року у пари народилася донька Агнія. Через кілька років подружжя розлучилося. У 2010 році, щоб бачитися з дочкою, Осін влаштувався працювати викладачем музики (педагогом додаткової освіти) до школи № 1287, де під його керівництвом було створено групу «Фішки», в якій солісткою була Агнія.
На початку 2018 року стало відомо, що позашлюбною молодшою дочкою Осина є Анастасія Годунова, яка народилася 2006 року. Втім, це виявилося неправдою, що підтверджувала й сама мати дівчинки. Після смерті Осіна Андрій Разін стверджував в інтерв'ю, ґрунтуючись у тому числі на останньому дзвінку Осина дочки Агнії, що вона була єдиною дочкою співака, а решта є самозванцями. Також Разін повідомив, що він займеться продюсуванням Агнії як співачки, вона стане учасницею туру «30 років разом» з Наталією Гулькіною, гуртами «Фрістайл», «Мріяти» та « Ласкавий май», а також зніметься у художньому фільмі «Ласковий травень» у ролі співачки Наталії Грозовської.

## Альбоми
1. 1988 — Человек со звезды (с группой «Дед Мороз»)
2. 1989 — Скажем мы друг другу «Браво!» (с группой «Браво»)
3. 1990 — Светлый путь огня (с группой «Авалон»)
4. 1992 — 70-я широта
5. 1994 — В «России»
6. 1996 — Работа над ошибками
7. 1999 — Птицы
8. 2000 — Золотая коллекция
9. 2001 — Бублик и батон
10. 2001 — Всё те же девчонки
11. 2003 — Любовное настроение
12. 2003 — Звёздная серия
13. 2009 — Бублик, батон и рогалик
14. 2010 — Новое и лучшее
15. 2016 — Разлука

## Відеокліпи
1. 1989 — Добрый вечер, Москва [Архівовано 5 січня 2019 у Wayback Machine.] (с группой «Браво»)
2. 1989 — Мне грустно и легко [Архівовано 17 жовтня 2021 у Wayback Machine.] (с группой «Браво»)
3. 1993 — Мальчишка [Архівовано 29 червня 2019 у Wayback Machine.]
4. 1993 — Плачет девушка в автомате [Архівовано 20 листопада 2018 у Wayback Machine.]
5. 1995 — Не верю [Архівовано 14 лютого 2019 у Wayback Machine.]
6. 1996 — Студентка-практикантка [Архівовано 1 вересня 2019 у Wayback Machine.]
7. 1996 — Попутчица [Архівовано 27 грудня 2021 у Wayback Machine.]
8. 1996 — Качка [Архівовано 17 листопада 2018 у Wayback Machine.]
9. 1997 — Не надо, не плачь [Архівовано 14 лютого 2019 у Wayback Machine.]
10. 1999 — Мечта [Архівовано 10 грудня 2019 у Wayback Machine.]
11. 1999 — Голубые платья
12. 1999 — Простите [Архівовано 27 грудня 2021 у Wayback Machine.]
13. 2001 — Три гитары [Архівовано 27 грудня 2021 у Wayback Machine.]
14. 2012 — Парус мечты [Архівовано 2 липня 2021 у Wayback Machine.]
15. 2013 — Настя [Архівовано 6 лютого 2020 у Wayback Machine.]
16. 2014 — Не надо слов [Архівовано 5 липня 2020 у Wayback Machine.]
17. 2014 — ВелоМото [Архівовано 27 грудня 2021 у Wayback Machine.]
18. 2018 — Любимая [Архівовано 27 грудня 2021 у Wayback Machine.]

## Пам'ять
17 листопада 2018 року пам'яті Осіна було присвячено другий ювілейний концерт до 35-річчя гурту «Браво»; музиканти дізналися про смерть колишнього вокаліста гурту за дві години до концерту. Лідер гурту Євген Хавтан під час концерту сказав про Осіна так: «Він був забійним, рок-н-рольним і вів таке саме життя. Ми могли б переформатувати концерт, у нас вистачило б пісень та балад для того, щоб вшанувати його пам'ять. Але мені здається, що це було б не дуже доречним. Правильніше відіграти рок-н-рольний концерт на честь Жені Осіна».
18 листопада 2018 року Сергій Шнуров опублікував у своєму Інстаграмі вірш на смерть Євгена Осіна, який супроводжував зображенням дівчини, яка плаче в телефонному автоматі.
Йому була присвячена телепередача «Прямий ефір» з Андрієм Малаховим від 19 листопада 2018 року («Євген Осін: відхід із життя на самоті»). У той же день вийшла програма «Нехай кажуть», у якій взяли участь колишня дружина та дочка Осіна. 26 листопада на телеканалі «Спас» пройшла передача на згадку про співака "До самої суті: Церква. Алкоголь. Війна ".
12 грудня гурт «Любе» випустив нову пісню «Гололёд» з підзаголовком «пам'яті Євгена Осіна».